# Steuerbarkeit (Dialog)
Ein Dialog wird als steuerbar (aus dem niederdeutschen stur "Steuerruder") bezeichnet, wenn der Benutzer in der Lage ist, den Dialogablauf zu starten sowie seine Richtung und Geschwindigkeit zu beeinflussen. Unterbrechungen sollten möglich sein und die Wiederaufnahme des Dialogs sollte wenn möglich nach einer Unterbrechung an einem vom Benutzer zu wählenden Punkt stattfinden können. Wenigstens der letzte Dialogschritt sollte rückgängig gemacht werden können, soweit die ausgeführten Handlungsschritte dies zulassen. Falls Datenänderungen vorgenommen werden, sollten die Originaldaten ggf. weiterhin einsehbar bleiben, falls die Arbeitsaufgabe dies erfordert.

## Prozessbearbeitung
Der Nutzer muss die Möglichkeit haben, einen Prozess zu unterbrechen, um in einem anderen zu arbeiten. Er darf nur in Ausnahmefällen in einem Bearbeitungszustand festgehalten werden, zum Beispiel, wenn eine bestimmte Eingabe von ihm verlangt wird, damit seine gewünschte Aktion überhaupt ausgeführt werden kann. Er muss also jederzeit wissen, in welchem Prozess er sich gerade befindet (beispielsweise durch veränderten Cursor) und wie er diesen beenden kann.

### Steuerbarkeit einer Website
Ist der Dialog für den Besucher darüber hinaus steuerbar, so verliert er die Angst, Fehler zu machen und geht weit unverkrampfter mit der Website um, als er es sonst tun würde. Alle Bemühungen, die Steuerbarkeit einer Website zu verbessern sind vergebens, wenn dem Besucher nicht das Gefühl der Steuerbarkeit vermittelt wird.

#### Möglichkeiten
Es gibt viele Möglichkeiten, dem Besucher das Gefühl der Steuerbarkeit zu vermitteln und ihm die Möglichkeit dazu zu geben:
- Möglichkeiten, Medien zu nutzen oder auszuschalten
- Alternative Navigationsmöglichkeiten
- Sicherstellung der korrekten Funktionsweise der Zurück-Schaltfläche
- Jederzeit mögliche Erreichbarkeit der Startseite
- Abbruchmöglichkeiten

#### Beispiele
- Kein Eingabefeld wird gelöscht, ersetzt oder anderweitig dem Benutzer unzugänglich gemacht, bis der Benutzer die Vollständigkeit der Dateneingabe bestätigt, z. B. durch Drücken der ENTER-Taste.
- Das Dialogsystem bewegt die Positionsmarke auf das nächste Eingabefeld, bietet aber dem Benutzer die Möglichkeit, stattdessen ein anderes Feld anzuwählen.
- Der Benutzer hat die Möglichkeit, nach einer Unterbrechung (z. B. aufgrund von Zwischenergebnissen) zu entscheiden, ob der Dialog vom Unterbrechungspunkt fortgeführt werden sollte, oder ob einige Dialogschritte zurückgenommen werden sollten.

## Aufgaben
Websitebesucher sind in ihrer Handlungsfreiheit eingeschränkt, denn die Anzahl der implementierten Funktionen und Navigationsmöglichkeiten bestimmt der Websitebetreiber. Dessen Aufgabe ist es jedoch, dem Besucher die größtmögliche Freiheit und Selbstbestimmung auf der Website zu vermitteln. Dies gelingt dadurch, dass sich die angebotenen Möglichkeiten mit den Erwartungen der Zielgruppe so gut decken, dass kein Bedürfnis nach noch mehr Handlungsspielraum entsteht.